# الغفران (مسلسل)
الغفران مسلسل تلفزيوني من انتاج مؤسسة دبي للإعلام ومؤسسة عاج للإنتاج الفني والتوزيع عام 2011، ويحكي قصة حب رومانسية بين «عزة» و«أمجد» اللذان التقيا على أكثر من صعيد، واتحدت آمالهما وجهودهما لإقامة أسرة سعيدة، غير أن هذا الحب يتحول إلى حكاية فراق صعبة. قصة و سيناريو و حوار حسن سامي يوسف ومن إخراج حاتم علي.
يناقش المسلسل قضايا اجتماعية سورية وقد عرض على عدد من القنوات العربية. وقصة المسلسل مقتبسة من رواية «الحب والفراق».

## الأحداث
تدور أحداث المسلسل حول قصة حب بين عزة (التي تؤدي دورها سلافة معمار) وأمجد (الذي يؤديه باسل خياط). عزة هي سكرتيرة تعيش معاناة نفسية بسبب ذكرياتها مع أمجد، وتحاول تجنب التفكير في الماضي بينما تتعامل مع مشاعر حب من طرف واحد لأحد أصدقائها. في المقابل، أمجد هو شاب حديث التخرج من قسم اللغة العربية، يعمل كمدقق لغوي، ويعيد محاولة التواصل مع عزة بعد غياب طويل دام عشر سنوات. ورغم محاولاته المتكررة لإحياء علاقتهما العاطفية، يكتشف في النهاية أنه كان مجرد أداة لإثارة غيرة شخص آخر تعلقت به عزة. مع ذلك، تنجح عزة في استعادة حب أمجد، ويقرران الزواج والأمل في تأسيس حياة زوجية سعيدة.
لكن التحديات التي تواجههما تتمثل في قضايا الخيانة والصراع الداخلي حول القدرة على المغفرة. يركز المسلسل على الطبقة الوسطى في المجتمع، ويسلط الضوء على قضايا مثل الفساد، التسلط، والخيانة، كما يتناول الأوضاع الاجتماعية في المناطق العشوائية المحيطة بالمدن الكبرى.

## شارة المسلسل
شارة المسلسل قدمها الموسيقى اياد الريماوي، وهي تحمل كلمات المتنبي في بيته الشهير: "نصيبُك في حياتك من حبيبٍ، نصيبُك في منامك من خيالِ". هذه الكلمات تعكس مرارة الحب والخيانة التي مرّ بها بطل المسلسل، الذي يؤديه الممثل باسل خياط، ويشبهها بما مرّ به الشاعر المتنبي في حياته. في المسلسل، يُجسد خياط شخصية عاشق مغرم، يضحي بحبه وأحاسيسه العميقة في سبيل امرأة، ولكن نصيبه منها لا يتجاوز أن يكون مجرد "خيال" في منام، وهو ما يعكس معاناة المتنبي في حبه الذي لم يتحقق، والصراع الداخلي للبطل بين الخيانة والغفران.
يعبر المسلسل عن تلك الفكرة المركزية التي تتساءل: هل يمكن أن يغفر الرجل الخيانة التي تعرض لها من من يحب؟ وهل بإمكانه تجاوز مرارة الخذلان؟ هذه الأسئلة تدور في ذهن كل مشاهد، كما تدور في ذهن بطل المسلسل الذي يعيش تجربة عاطفية متشابكة لا تقل عن معاناة المتنبي في قصيدته.

## طاقم العمل
- باسل خياط بدور أمجد العبد.
- سلافة المعمار بدور عزة.
- رامي حنا بدور وليد.
- قيس شيخ نجيب بدور محمود.
- تاج حيدر بدور وفاء.
- نجلاء الخمري بدور عبير.
- ميريانا معلولي بدور عتاب.
- مهيار خضور بدو لؤي.
- نادين الخوري بدور فضيلة.
- زهير عبد الكريم بدور أسعد.[8]